# Nəcəfkənd
Nəcəfkənd (aussi Nadzhafkend) est un village et une municipalité du raïon de Qusar, en Azerbaïdjan. Il a une population de 341 habitants. La municipalité comprend les villages de Nəcəfkənd et d'Aşağı Qələnxur.